# 哈萨克斯坦
哈萨克斯坦共和国，通稱哈薩克，为跨洲国家，地跨欧亚两洲，主要位于中亚北部，在乌拉尔河以西的一小部分领土位于东欧。哈萨克斯坦国土面积2,727,300平方公里，为世界上最大的内陆国家，世界第九大国。哈萨克經濟在中亞居主導地位，佔中亞區域生產總值的60%，以石油、天然氣工業為主，另有豐富的礦產資源。哈薩克在文化上也是中亚突厥国家。
哈萨克政府在官方將自己定位為一個民主制的世俗化國家，並且是個實行单一制的憲政共和國。哈萨克斯坦的北部、西部與俄羅斯接壤，東南部與中国，南部與烏茲別克、吉爾吉斯、土庫曼接壤。西南濒临裏海，在里海有2,964公里的海岸线。哈薩克地形包括平原、干草原、北方針葉林、峡谷、丘、三角洲、山部及荒漠，2023年估計哈薩克有2,000萬人口，哈薩克國土面積大，但每平方公里僅7人，為人口密度最低的國家之一。現今首都為阿斯塔纳，在1997年前則以該國最大城市阿拉木圖為首都。
哈薩克領土歷史上為多个遊牧民族的活動範圍，成吉思汗於13世紀佔領該地，成為蒙古帝国而改變，隨著帝國內部鬥爭，權利最終回到當地遊牧民族手中。16世紀時，哈薩克族分別發展，成為大、中、小三個玉茲。俄羅斯人於18世紀開始進入哈薩克草原，至19世紀中葉，哈薩克名義上已成為俄罗斯帝国的一部份。隨著1917年俄国革命及其後的俄国内战，哈薩克領土曾變更過數次，哈萨克苏维埃社会主义共和国於1936年成立，為苏联的一部份。1932年，发生哈萨克斯坦大饥荒，当地约150万人死亡。
1991年苏联解体時，哈薩克為最後一個宣布獨立的苏联加盟共和国。原哈薩克共產黨第一書記努尔苏丹·纳扎尔巴耶夫自當時起持續擔任哈薩克總統，直到2019年自行宣布退休，但當時仍留任國家安全委員會主席掌握權力。哈薩克致力於發展其经济，尤其是石化工業。
哈薩克國內有131個民族，主體民族為哈薩克族（佔73.0%人口），還有俄羅斯人、乌孜别克族、乌克兰族、德意志人、鞑靼人及维吾尔族。伊斯兰教信仰者佔總人口的76.2%，而基督宗教佔20.5%。哈薩克官方允許宗教自由，但反對政府的宗教領袖卻會被逮捕。根據哈薩克憲法，哈萨克语為官方语言，俄语在行政及機關上則有同等的官方語言地位。
独立后成为独联体成员国，2009年起为突厥议会成员国，2001年6月15日成为上海合作组织成员国。哈萨克斯坦近年来加强了与独联体各国的经济、政治、军事等方面的一体化，2015年1月1日，与俄罗斯、白罗斯、吉尔吉斯斯坦等国家成立欧亚经济联盟。

## 名称
在钦察语中，「哈薩克」的意思为：独立自主的、心灵自由的，也暗示了欧亚游牧民族的独特文化；「斯坦」（-stan）则来源于波斯语的后缀 ，指「地方」，所以根据此，「哈薩克斯坦」是指「哈萨克人之地」。现在「哈萨克族」所指代的通常是指包括在中华人民共和国、俄罗斯、土耳其、乌兹别克斯坦、哈薩克斯坦和其他一些地区的哈萨克族人。
「哈薩克斯坦人」这个称谓的创造，则包括在哈萨克斯坦境内的所有公民。
2014年2月6日，哈萨克斯坦的总统努尔苏丹·纳扎尔巴耶夫会见民众代表时，建议把国名改为「哈萨克耶烈」。这样改后国家名字在哈萨克语中的字面意义就为「哈萨克人的国家」。

## 历史
哈薩克自旧石器时代起即有人類活動。新石器时代開始發展放牧業，當地氣候、地形相當適合游牧生活。考古學家認為人類於該地區的廣大草原成功將馬馴化，斯基泰人為中亞最初的定居者，可能是《漢書》中的塞人。公元前3世纪-前1世纪，哈萨克境内出现了社会。前后出现乌孙、康居、阿兰、悦般、大宛等游牧政体。6世纪-8世纪建立过突厥汗国、突骑施、葛逻禄等国家。8世纪-12世纪，西部和西南部、南部和东南部先后加入可薩汗國、乌古斯叶护国、基馬克汗国和欽察聯盟等国。
13世纪初，蒙古帝国建立后，成吉思汗将西伯利亚地区和中亚部分地区，赐给长子术赤，建立金帳汗國。15世纪金帐汗国分裂，其中一部分成立哈萨克汗国。16世纪初，哈萨克族分為大玉茲、中玉茲、小玉茲三個汗國。17世紀中亞新興起一個強大的遊牧国家—蒙古準噶爾汗国。
在準噶爾汗國的侵略下，小玉茲於1730年9月派遣使團到俄國請求接受加入俄國；1735年12月中玉茲也加入俄國，而大玉茲則被準噶爾汗国併吞。但準噶爾汗国於1757年亡於更強大的清帝國，於是大玉茲成為清帝國的屬國，在最後一位哈薩克汗國可汗肯薩里汗於1847年殉難後，哈薩克汗國正式滅亡，哈薩克也由此進入了俄羅斯殖民時期，直至阿拉什自治共和國建立。19世紀清帝國於鴉片戰爭後國勢衰微，於是俄國趁機於1864年強佔大玉茲土地，至此哈薩克全境都歸俄國所有。
哈薩克人與移民者爭奪土地、水資源，對於俄羅斯沙皇最後幾年的殖民統治相當反感，1916年爆發巴斯玛奇运动，襲擊了俄羅斯人及哥薩克人的定居者及駐軍人員，導致雙方發生一系列的衝突及屠殺。1917年12月13日，独立为阿拉什自治共和国，成為哈薩克族建立的第一個共和國。1920年8月26日，阿拉什自治共和國滅亡，吉爾吉斯自治社會主義蘇維埃共和國成立，加入苏维埃社会主义共和国联盟。1925年4月19日，蘇聯控制的中亚各苏维埃社会主义自治共和国按民族划界，改称哈薩克蘇維埃社會主義自治共和國。1932年，发生哈萨克斯坦大饥荒，当地至少约150万人死亡，其中约有130万人为哈萨克人。饥荒发生前，当地60%的人口是哈萨克族，但饥荒过后，只有大约38%的人口是哈萨克族。1936年定名為哈薩克蘇維埃社會主義共和國，成为苏联加盟共和国。

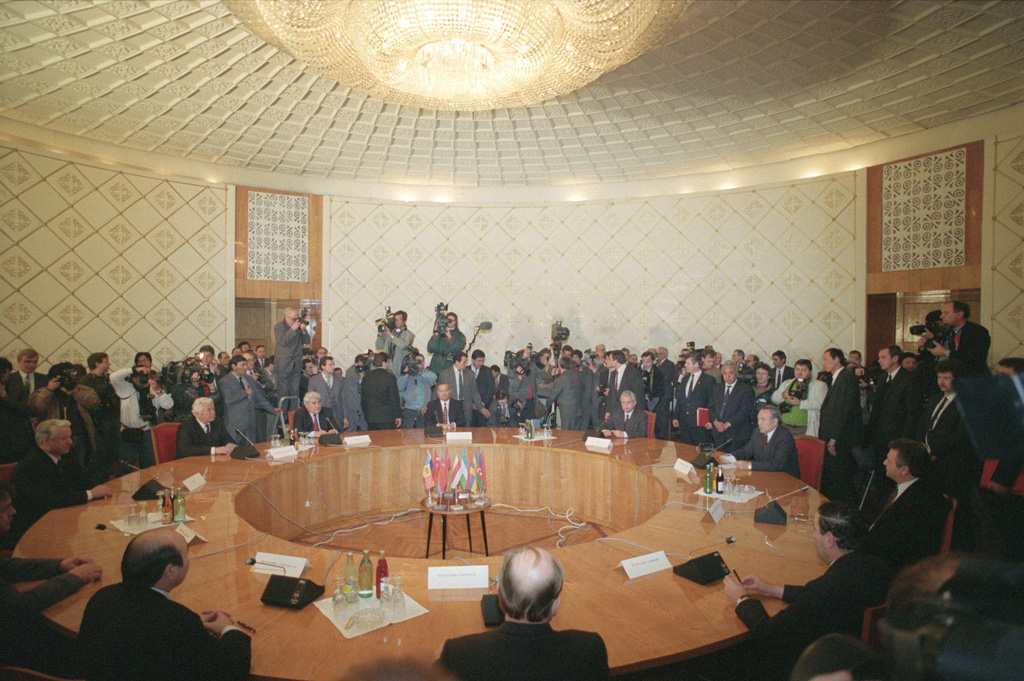
哈萨克斯坦境内发表的阿拉木图宣言正式宣告苏联的解体

1986年發生阿拉木图十二月事件為蘇聯時期哈薩克最大規模的一場學生運動。1990年10月25日，发表主权宣言。1991年12月10日，改称为哈萨克斯坦共和國。1991年12月16日，宣布独立。同年12月21日加入獨联体。
1998年，哈萨克斯坦政府将首都由第一大城市阿拉木图迁至阿克莫拉州的阿克莫拉，并将该城改名为阿斯塔纳。
2017年，哈薩克於首都阿斯塔纳舉行2017年世界博覽會，主題為「未來能源」。參加該次世界博覽會的國家和國際組織分別達到115個與22個。
2019年3月19日，自獨立起統治該國長達28年的總統努尔苏丹·纳扎尔巴耶夫在全國各地發生持久的抗議活動之後宣佈辭職。翌日，哈萨克斯坦议会通过宪法修正案，为了纪念首任总统纳扎尔巴耶夫，将首都阿斯塔纳更名为努尔苏丹。
2022年1月2日，哈萨克斯坦政府取消了许多人用于汽车燃料的液化石油气的价格上限，导致其价格翻了一番，抗议活动最初在依赖液化石油气的曼格斯套州开始，随后蔓延至全国。总统托卡耶夫6日上午表示，他已接受总理阿斯卡尔·马明领导的内阁提交的辞职，并下令代理内阁恢复对液化石油气的价格管制。连续反政府示威后全国进入紧急状态，当局镇压行动已致数十人死亡。
2022年9月17日，哈萨克斯坦总统托卡耶夫签署宪法修正案，将首都恢复原名阿斯塔纳。

## 政治

### 政治體制
《哈薩克斯坦憲法》规定哈薩克斯坦是「民主的、非宗教的和统一的国家」；推行總統制的共和國，哈薩克斯坦總統是國家元首，是決定國家對內對外政策基本方針，並在國際關係中代表哈薩克斯坦的最高國家官員，是體現人民與國家政權統一、憲法的不可動搖性、公民權利和自由的象徵與保證。以憲法和法律為基礎，根据立法、司法、行政三權分立又相互作用、相互制約、相互平衡的原则行使職能。
總統的任期為7年。2007年5月18日，哈萨克斯坦议会通过宪法修正案，授权努尔苏丹·纳扎尔巴耶夫可不受次数限制地连任总统职务。總統可以任命總理、副總理以及外交、國防、財政、內政部長和國家安全委員會主席，惟需經議會同意。總統對議會通過法案有否決權力。
哈薩克斯坦議會是國家最高代表機構，行使立法職能，推行兩院制，分別稱為參議院（上議院）和馬日利斯（下議院），上院任期6年，下院任期5年。主要职能是：通过共和国宪法和法律并对其进行修改和补充；同意总统对总理、国家安全委员会主席、总检察长、国家银行行长的任命；批准和废除国际条约；批准国家经济和社会发展计划、国家预算计划及其执行情况的报告等。在议会对政府提出不信任案、两次拒绝总统对总理任命、因议会两院之间或议会与国家政权其他部门之间无法解决的分歧而引发政治危机时，總統有權解散议会。议员由选民以直接投票的方式选举产生，參議院共47席，由16個（包括14個州議會、阿斯塔納、阿拉木圖）地方議會（Maslikhats）分別選出2席，總統指派15席；馬日利斯以單一選區制選出107名議員，另外有10名以政黨比例代表制產生。
2022年6月5日，哈萨克斯坦就宪法修正案举行全民公投。6月7日，哈萨克斯坦中央公投委员会公布修宪公投的最终正式计票结果。正式统计结果显示， 在全国登记在册的、拥有投票权的11 734 642名选民当中，共有7 985 769名选民参加了6月5日举行的修宪公投投票。参加投票的选民人数占到了总选民人数的68.05%。这一数据达到了哈萨克斯坦公投法第31条规定的门槛要求（超过半数），因此此次公投被视为有效。 其中： 投票选民的77.18%选择支持宪法修正案，共有6 163 516人； 投票选民的18.66%选择反对宪法修正案，共有1 490 477人。 全国17个地区中，选择支持修正案的人数均达到了绝对多数。因此依据此次宪法修正案全民公投的结果，根据哈萨克斯坦共和国公投法第31条和34条的相关规定，宪法修正案获得了通过。 此次公投中的无效选票为331 783张。无效选票分为两种：第一种，是投票人在选票上勾选了全部两个选项（同意和反对），这种选票总数为125 859张，在所有选票中的占比为1.58%；第二种，是投票人未做出明确的选择或者作出的标记不明显，这种选票总数为205 924张，占比为2.58%。 哈萨克斯坦《关于对哈萨克斯坦共和国宪法进行补充和修订》法案全文已在包括《主权哈萨克斯坦报》在内的各大公共媒体上予以全文公布。
此次宪法修正案涉及了对现行宪法中总计33项条款内容的补充和修订，相当于对三分之一的内容进行修订。 宪法修正案当中最重要的修订内容，包括明确宣布哈萨克斯坦的土地及其资源是人民的资产，人民授权国家代为管理土地资源。 此外，废除死刑将被正式列入宪法。 宪法修正案中对执法机构做出了限制性的条款，包括： 宪法、最高法院和其他各级别法官，均不得担任中央选举委员会委员和主席； 禁止军事人员、国家安全机关人员和执法人员加入政党，也不得在工会登记以及参加政党的宣传工作。 宪法修正案中有关总统的限制性内容包括： 总统连续任职不得超过两届；总统在任期内不得兼任议会、执法机关职务；总统在任期内不得拥有有偿服务实体，不得经商；总统任期内不能是任何政党的成员；在其任期内，总统的近亲无权担任政治官员和准公共部门实体的负责人。
此外，宪法修正案中还将从宪法第91条当中，删去哈萨克斯坦共和国奠基人、首任总统-民族领袖等内容。 在哈萨克斯坦历史上，在此次公投之前，共举行过两次公投，分别是在1995年4月29日和1995年8月30日。

### 外交

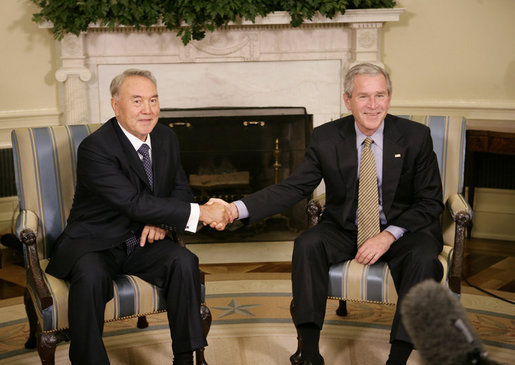
2006年9月29日总统纳扎尔巴耶夫在白宫与美国总统乔治·沃克·布什会面握手

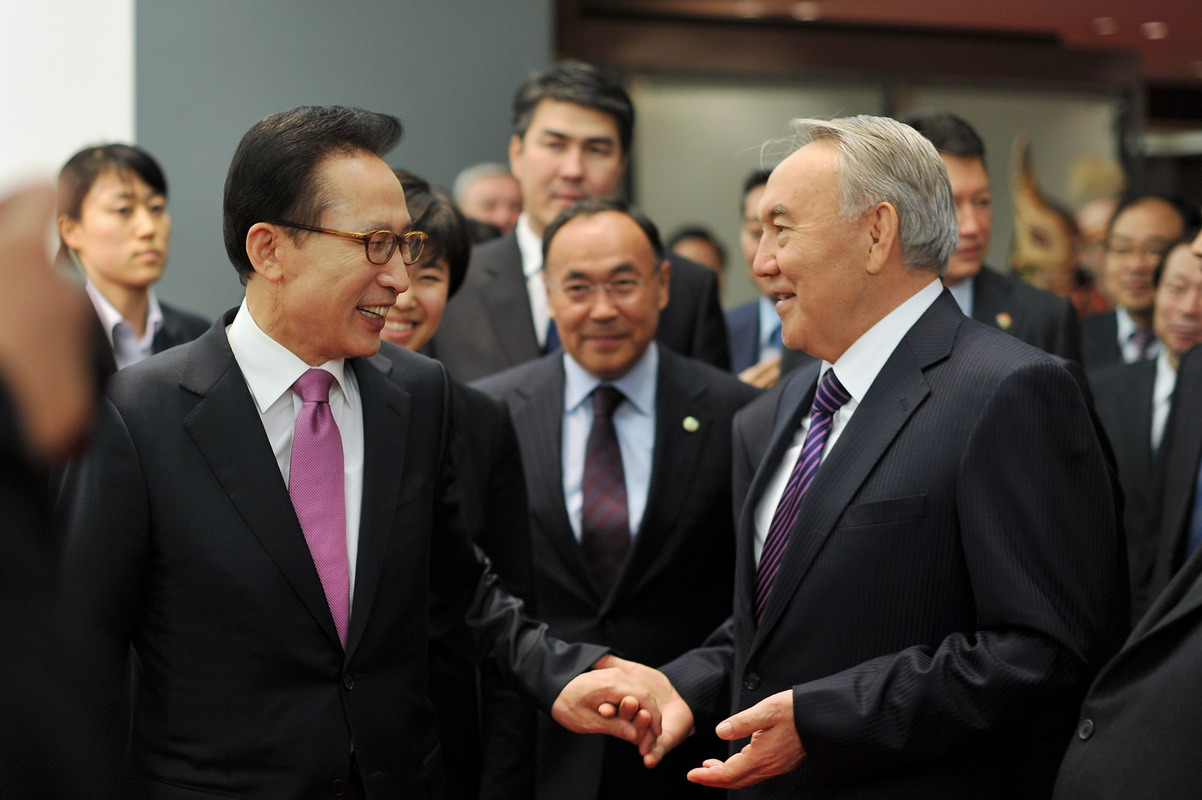
2010年4月21日总统纳扎尔巴耶夫在首尔与韩国总统李明博会面

哈薩克為联合国、歐洲安全與合作組織、歐洲-大西洋合作委員會及伊斯兰合作组织（OIC）成員國，並為北大西洋公约组织和平伙伴关系计划的參與國。
2010年4月11日，總統纳扎尔巴耶夫與贝拉克·奥巴马在華盛頓舉行的核子安全峰會中討論加強美國及哈薩克的戰略合作關係，承諾加強雙邊合作、促進核安全和不擴散、中亞地區的穩定、經濟發展和普世價值。2011年4月，則繼續商討核能安全議題，例如BN-350反應爐的使用材料安全性，並檢視2010年雙邊關係之成果。
哈薩克也是獨立國家聯合體、经济合作组织及上海合作组织成員國，並與俄羅斯、白俄罗斯、吉尔吉斯斯坦及塔吉克斯坦於2000年成立歐亞經濟共同體，調整組織各國關稅趨於一致，並作為自由貿易區的基礎。哈薩克承辦了2010年的歐洲安全與合作組織，哈薩克於2012年11月12日首次被選為联合国人权理事会成員。
自1991年獨立以來，哈薩克採取「多方外交政策」尋求在兩大鄰國─俄羅斯及中國，以及美國及其他西方世界國家建立平等外交關係俄羅斯於哈薩克中南部，租借約6,000平方公里供拜科努尔航天发射场使用，該發射場為世界首次載人太空計畫、蘇聯太空梭暴風雪號穿梭機及和平号空间站的發射地點。
哈薩克自2014年起，開始擔任爭取聯合國安全理事會2017年－2018年非常任理事國
，2016年6月28日哈薩克被選為非常任理事國，任期為兩年。
哈薩克支援聯合國於海地、西撒哈拉及象牙海岸的維和行動，哈薩克國防部選出20名哈薩克軍人參與聯合國維和行動觀察員，軍階為上尉至上校，需經過聯合國培訓，必須具備流利的英文及使用特殊軍事車輛能力。
哈薩克於2014年烏克蘭─俄羅斯衝突期間向烏克蘭提供人道援助，2014年10月，哈薩克向國際紅十字會於烏克蘭的救助行動提供30,000美元，為解決人道危機，於2015年1月提供新俄羅斯400,000美元援助。總統纳扎尔巴耶夫表示於烏克蘭自相殘殺的戰爭導致烏克蘭東部遭到破壞，共同的任務為阻止當地戰爭，加強烏克蘭獨立性並維護烏克蘭領土完整。專家則認為無論烏克蘭危機如何發展，哈薩克仍會與歐盟保持正常關係，纳扎尔巴耶夫的調解對俄羅斯及烏克蘭雙方皆發揮正面影響。哈薩克外交部於2015年1月26日稱，確信和平談判為解決東烏克蘭危機的唯一方式。
哈薩克也是提倡成立亞洲相互協作與信任措施會議的創始國。
1992年3月16日，馬來西亞與哈薩克建交。1996年5月，哈薩克總統努爾蘇丹·納扎爾巴耶夫訪問馬來西亞，為哈薩克總統首次訪馬，而馬來西亞首相马哈迪·莫哈末亦在同年7月回訪哈薩克，成為首位訪哈的馬來西亞首相。

### 軍事

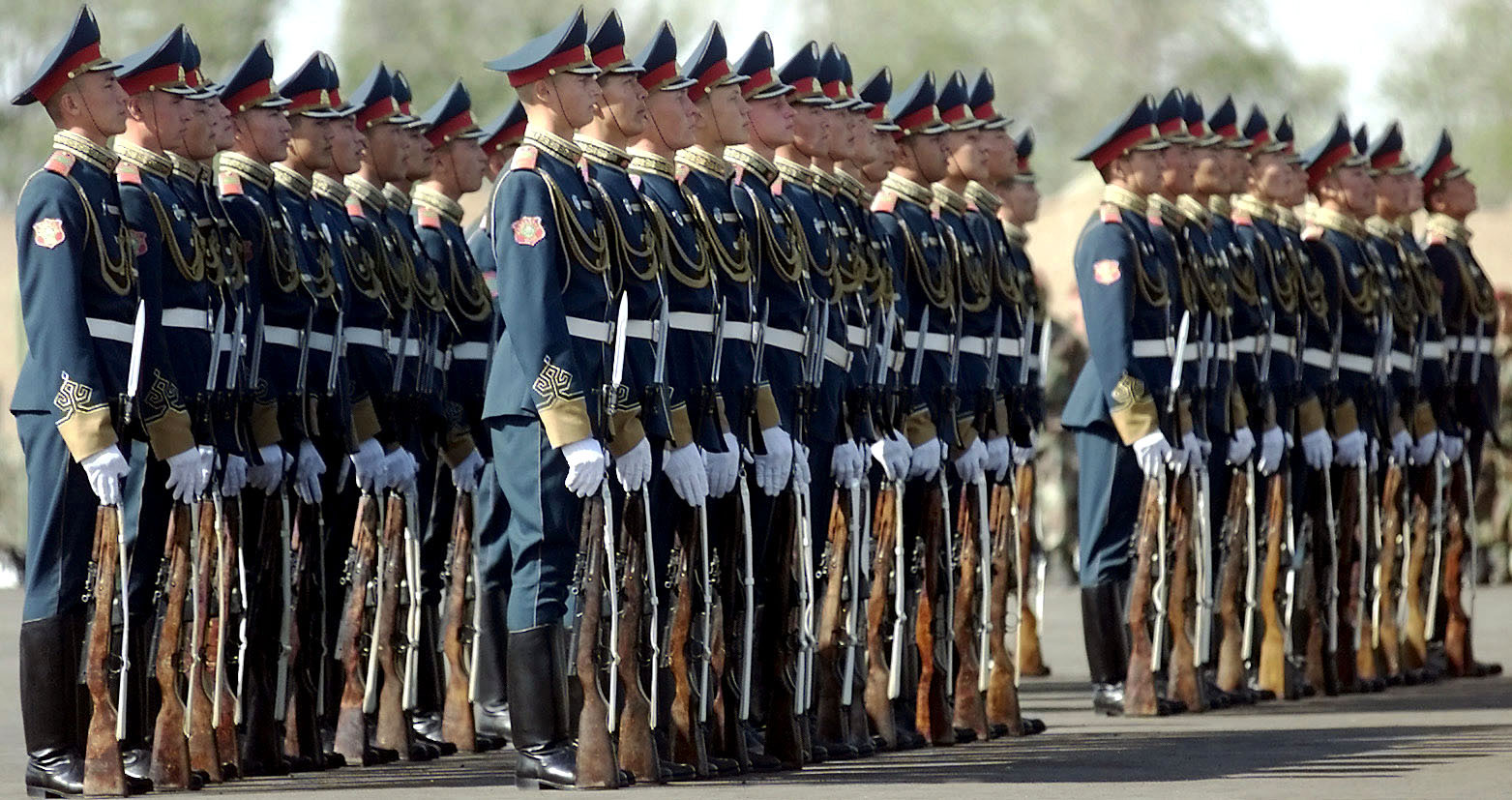
哈薩克共和國衛隊

哈薩克軍隊大部分為承繼自苏联武装力量，獲得了蘇聯第40集团軍及第17軍部分兵力。哈薩克軍隊包括：陸軍（20,000人）、海軍（3,000人）、空軍（12,000人）及國防部（4,000人），另外有31,000名準軍事人員。

## 行政区划
全國共分為3个直辖市和17個州，分別為：
| 行政區         | 首府         | 面积 (km2) | 人口 (2020) | ISO 3166-2:KZ |
| -------------- | ------------ | ---------- | ----------- | ------------- |
| 阿斯塔納       | 阿斯塔納     | 000,710    | 0,1,136,156 | KZ-AST        |
| 阿拉木圖       | 阿拉木圖     | 000,319    | 0,1,916,822 | KZ-ALA        |
| 奇姆肯特       | 奇姆肯特     | 000,347    | 0,1,038,152 | KZ-SHY        |
| 阿拜州         | 塞梅伊       | 185,500    | 0,638,300   | 待定          |
| 阿克莫拉州     | 科克舍套     | 146,219    | 0,737,495   | KZ-AKM        |
| 阿克托貝州     | 阿克托比     | 300,629    | 0,881,651   | KZ-AKT        |
| 阿拉木圖州     | 塔爾迪庫爾干 | 105,263    | 2,055,724   | KZ-ALM        |
| 阿特勞州       | 阿特勞       | 118,631    | 0,645,280   | KZ-ATY        |
| 江布爾州       | 塔拉兹       | 144,264    | 1,130,099   | KZ-ZHA        |
| 杰特苏州       | 塔爾迪庫爾干 | 118,648    | 0,650,000   | 待定          |
| 卡拉干達州     | 卡拉干達     | 239,045    | 1,379,061   | KZ-KAR        |
| 庫斯塔奈州     | 庫斯塔奈     | 196,001    | 0,885,570   | KZ-KUS        |
| 克孜勒奧爾達州 | 克孜勒奧爾達 | 226,019    | 0,803,531   | KZ-KZY        |
| 曼吉斯套州     | 阿克套       | 165,642    | 0,698,796   | KZ-MAN        |
| 巴甫洛達爾州   | 巴甫洛達爾   | 124,800    | 0,752,169   | KZ-PAV        |
| 北哈薩克斯坦州 | 彼得罗巴甫尔 | 097,993    | 0,596,535   | KZ-SEV        |
| 突厥斯坦州     | 突厥斯坦     | 117,249    | 2,469,357   | KZ-YUZ        |
| 東哈薩克斯坦州 | 厄斯克門     | 097,800    | 0,717,600   | KZ-VOS        |
| 乌勒套州       | 杰兹卡兹甘   | 188,900    | 0,227,000   | 待定          |
| 西哈薩克斯坦州 | 烏拉爾       | 151,339    | 0,656,844   | KZ-ZAP        |

## 地理

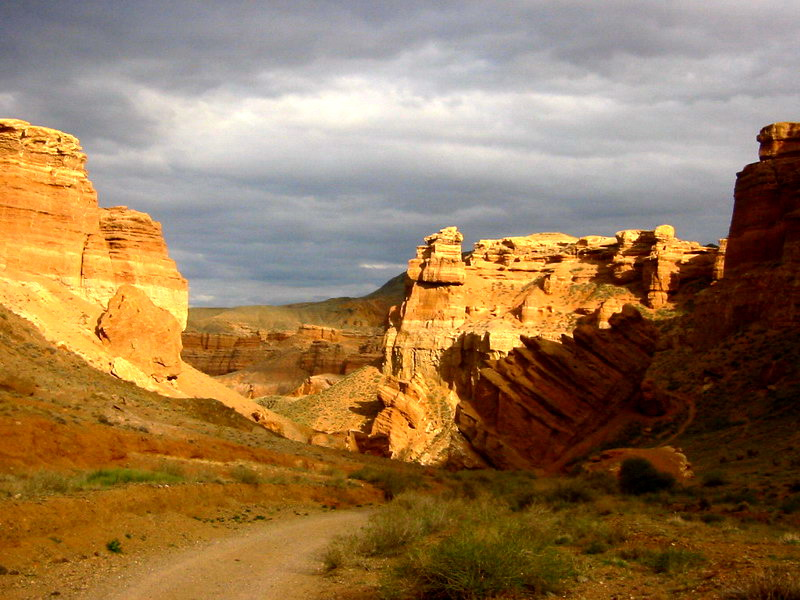
位於天山北方的查恩峽谷

哈薩克斯坦面積為2,724,900平方公里，比其餘中亞國家都要大，也是世界上最大的內陸國家。它的地形為東高西低，西部是圖蘭低地和裏海沿岸低地，西北面和北面分別是俄羅斯平原、西西伯利亞平原的延續平原。中部是哈薩克丘陵，東部和東南部為天山山脈，也是帕米爾高原向北的延續。哈薩克主要位於亞洲，位於乌拉尔山脉以西的部分則屬於東歐。主要城市包括阿斯塔納、阿拉木圖、卡拉干達、奇姆肯特、阿特勞及厄斯克門。

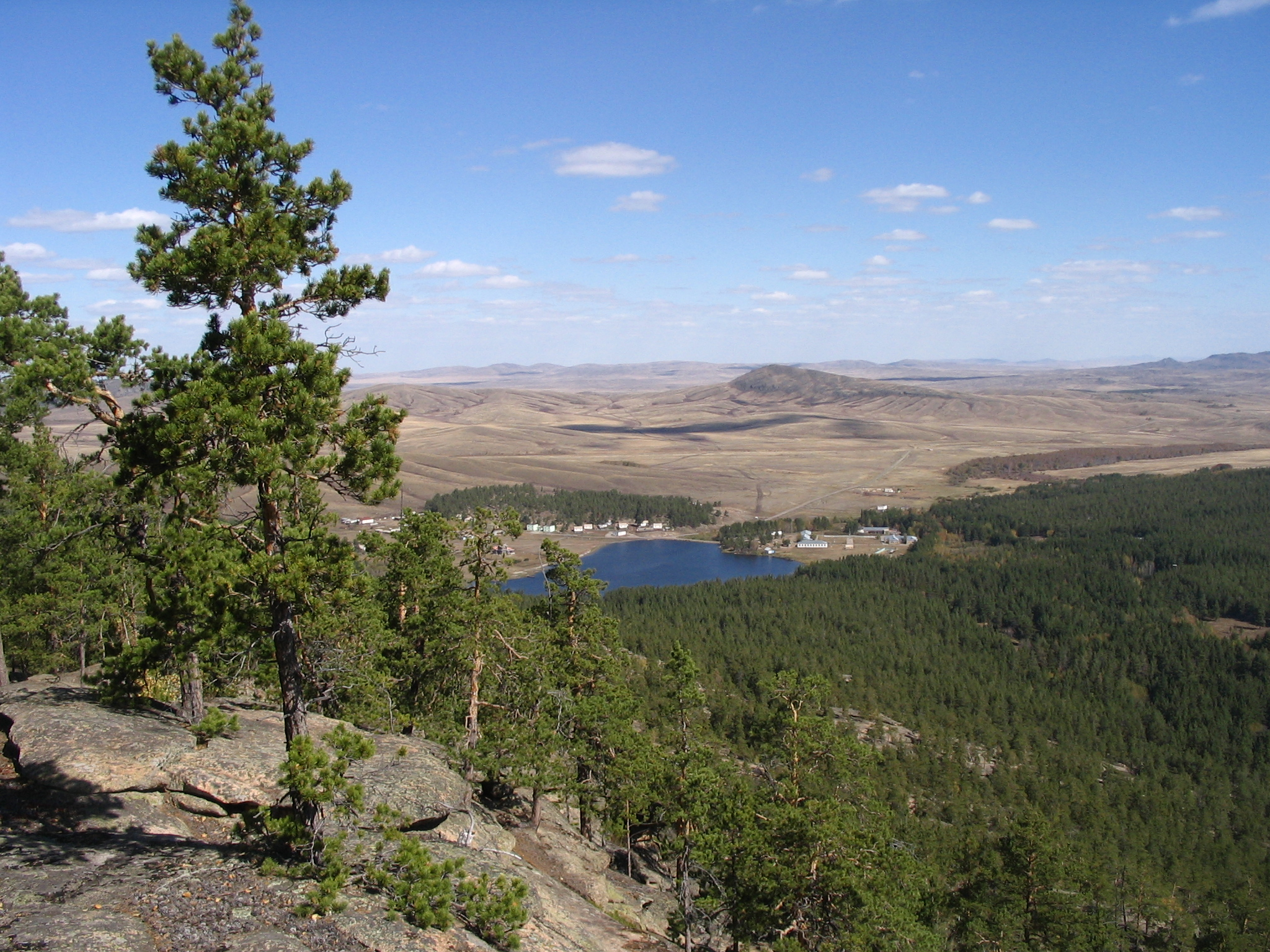
卡拉干達州

主要的水體包括巴爾喀什湖、斋桑泊等。與烏茲別克共分鹹海，西臨裏海（世界最大的内陆湖），多數湖泊為鹹水湖。境內的河流多數為內流河，主要有額爾齊斯河、錫爾河、烏拉爾河等。

### 氣候

哈薩克柯本气候分类法氣候圖

哈薩克氣候包括較極端的大陸性气候，年降水量有約1000毫米，夏天溫暖而冬天嚴寒，山區高峰亦有終年積雪。阿斯塔纳為僅次於乌兰巴托的世界第二寒冷首都，冬天最低温度可达-40℃以下，常有4–5级大风，原首都阿拉木圖最低气温则為-20℃左右，極少有風。降水於乾燥、半乾燥氣候地區逐漸減少，哈薩克的半荒漠和荒漠佔全國面積60%，在荒漠地區的年降水量不足100毫米，冬天則相當乾燥。
| 地點       | 7月 (°C) | 7月 (°F) | 1月 (°C) | 1月 (°F) |
| ---------- | -------- | -------- | -------- | -------- |
| 阿拉木圖   | 30/18    | 86/64    | 0/−8     | 33/17    |
| 奇姆肯特   | 32/17    | 91/66    | 4/−4     | 39/23    |
| 卡拉干達   | 27/14    | 80/57    | −8/−17   | 16/1     |
| 阿斯塔納   | 27/15    | 80/59    | −10/−18  | 14/−1    |
| 巴甫洛達爾 | 28/15    | 82/59    | −11/−20  | 12/−5    |
| 阿克托比   | 30/15    | 86/61    | −8/−16   | 17/2     |

### 野生生物

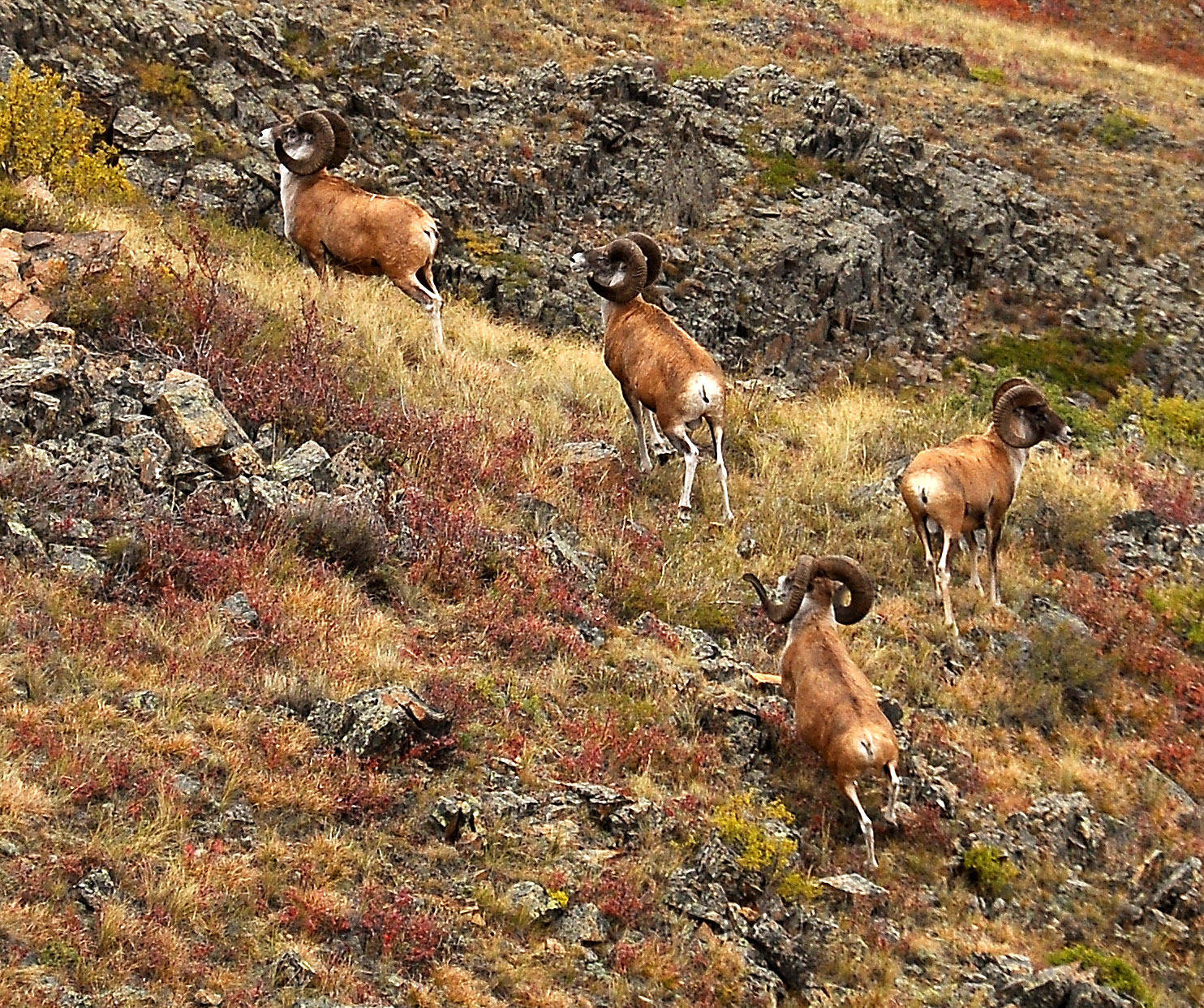
盤羊

哈薩克共有10個自然保護區及10個國家公園，以保護稀有及瀕危動植物，哈薩克常見植物如黄芪、顶冰花属、蔥屬、薹草属及棘豆属，瀕危植物包括野生蘋果（新疆野苹果）、野生葡萄（釀酒葡萄）、野生郁金香（如格裡鬱金香）及稀有洋蔥物種麗葉球蔥、威爾莫特鳶尾及Tulipa kaufmanniana等。
哈薩克常見哺乳類動物包括狼、赤狐、沙狐、駝鹿、盘羊（體型最大的羊屬物種）、歐亞猞猁、兔猻及雪豹，其中部分受到保護。在已记录的植物种类中，有约6,000种高等植物、5,000种菌类、485种苔藓、2,000余种藻类。已探明的野生动物中共有890种脊椎动物，超过10万种无脊椎动物。已被列入哈萨克斯坦红皮书名录的有128种脊椎动物和96种无脊椎动物, 其中包括85种昆虫、1种甲壳类动物、6种软体动物和2种蠕虫。

## 經濟

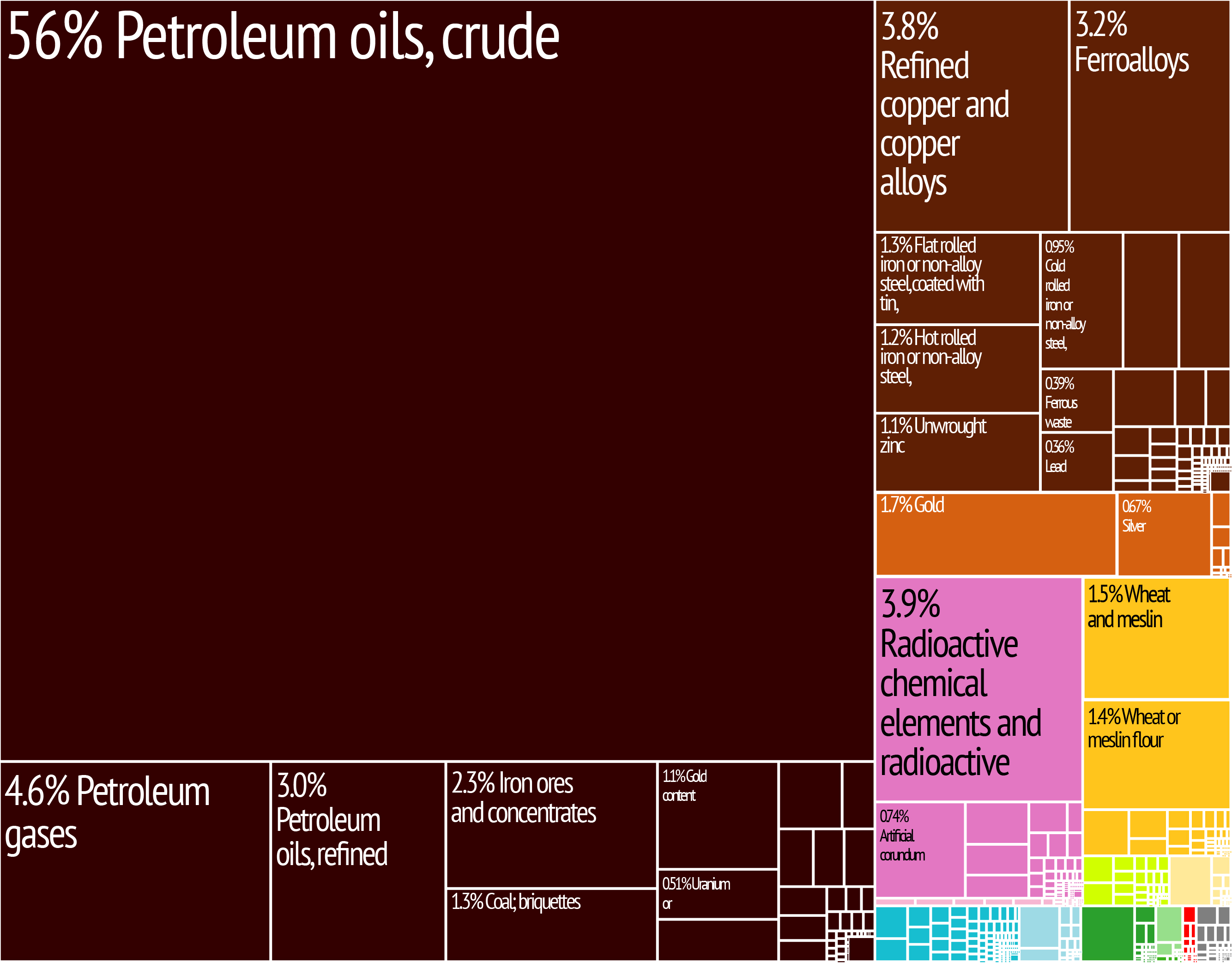
哈薩克出口商品組成

哈薩克為中亞最大經濟體，蕴藏了大量的天然资源，以石油、天然气、采矿、煤炭为主。2013年之前，基於原油出口量及油價上漲，經濟成長率可以維持平均8%，但2014年、2015年增長趨緩。
隨著世界石油價格上漲，哈薩克於2000年至2007年間經濟成長率介於8.9%至13.5%間，2008年、2009年因全球金融危機降至1~3%，2010年經濟成長率再次提高，其他主要出口品包括小麥，紡織品和牲畜，哈薩克為鈾礦主要出口國。
哈薩克2014年經濟成長率為4.6%，經濟成長趨緩係因油價下跌及烏克蘭危機影響，哈薩克貨幣於2014年因而貶值了19%，当日坚戈对美元汇率暴跌30%，2015年8月再貶值了22%。2020年再度贬值10%
哈萨克斯坦的加工工业和轻工业相对落后，大部分日用消费品依靠进口。哈萨克斯坦独立后实施经济改革，分阶段推行市场经济和私有化。近年来，政府采取了加强宏觀調控、积极引进外资、在重点发展油气领域和采矿业的同时，实施进口替代政策，扶植民族工业，大力发展中小企业、实行自由浮动汇率等一系列措施。
2012年外贸总额为1368亿美元，增长9.8%；其中出口923亿美元，增长5.3%，进口445亿美元，增长20.2%。贸易顺差478亿美元。哈同期与关税同盟成员国俄罗斯、白俄罗斯双边贸易俄为246.26亿美元，同比增长6.9%。进口对象国前三位分别是：俄罗斯（38.4%）、中国（16.8%）和乌克兰（6.6%）。
从商品结构上看，主要出口商品：矿产品占75%（包括石油及石油产品），金属及其制品占13.1%，化学制品塑料和橡胶占4.2%，动植物产品和成品粮占3.4%，机械、设备、交通工具、仪器和仪表占1.4%，其他占2.9%。主要进口商品：机械、设备、交通工具、仪器和仪表占40%，化工产品（包括橡胶和塑料）占12.9%，矿产品占12.7%，金属及其制品占12.3%，动植物产品和成品粮占9.5%，其他占12.2%。
现时哈萨克斯坦是世界上第六大粮食出口国，和第一大面粉出口国。

### 工业
哈萨克斯坦的主要工业包括冶金、煤炭、石油、矿石等。哈薩克有豐富的無機礦物及化石燃料資源，發展石油、天然气及礦產精煉佔400億美元外國投資的大部分，此類產業佔全國工業出口額的57%（約為國內生產總額的13%）。哈薩克的鈾、铬、铅及锌礦藏量居世界第二位；锰礦藏量居世界第三位；铜礦藏量居世界第五位；煤、铁及金礦藏量位居世界前十，哈薩克亦有钻石出口，石油、天然氣勘探儲量居第11位，對於該國經濟發展相當重要。目前哈全国已探明总的石油储量为100亿吨，煤储量为39.4亿吨，天然气储量为1.8万亿立方米，锰4亿吨。

### 农业
农业約佔國內生產總額的10%，粮食、馬鈴薯、蔬菜、瓜類及家畜為主要農產品，哈薩克農地面積超過846,000平方（327,000平方英里），可耕作農地約205,000平方（79,000平方英里），放牧場約佔611,000平方（236,000平方英里） ，全國超過80%的土地被分類為農業使用，牧場佔比接近70%，哈薩克人均耕地為世界第二高（1.5公頃）。
主要的畜牧業產品包括奶制品、皮革、肉类食物及羊毛，主要作物包括小麦、大麦、棉花、稻及甜菜，小麥出口贸易為該國硬通货的主要來源。哈薩克被認為是蘋果的發源地之一，當地稱野生蘋果為阿拉馬（alma），與地名阿拉木圖（Almaty，指富有蘋果的地區）有所關連。

### 交通

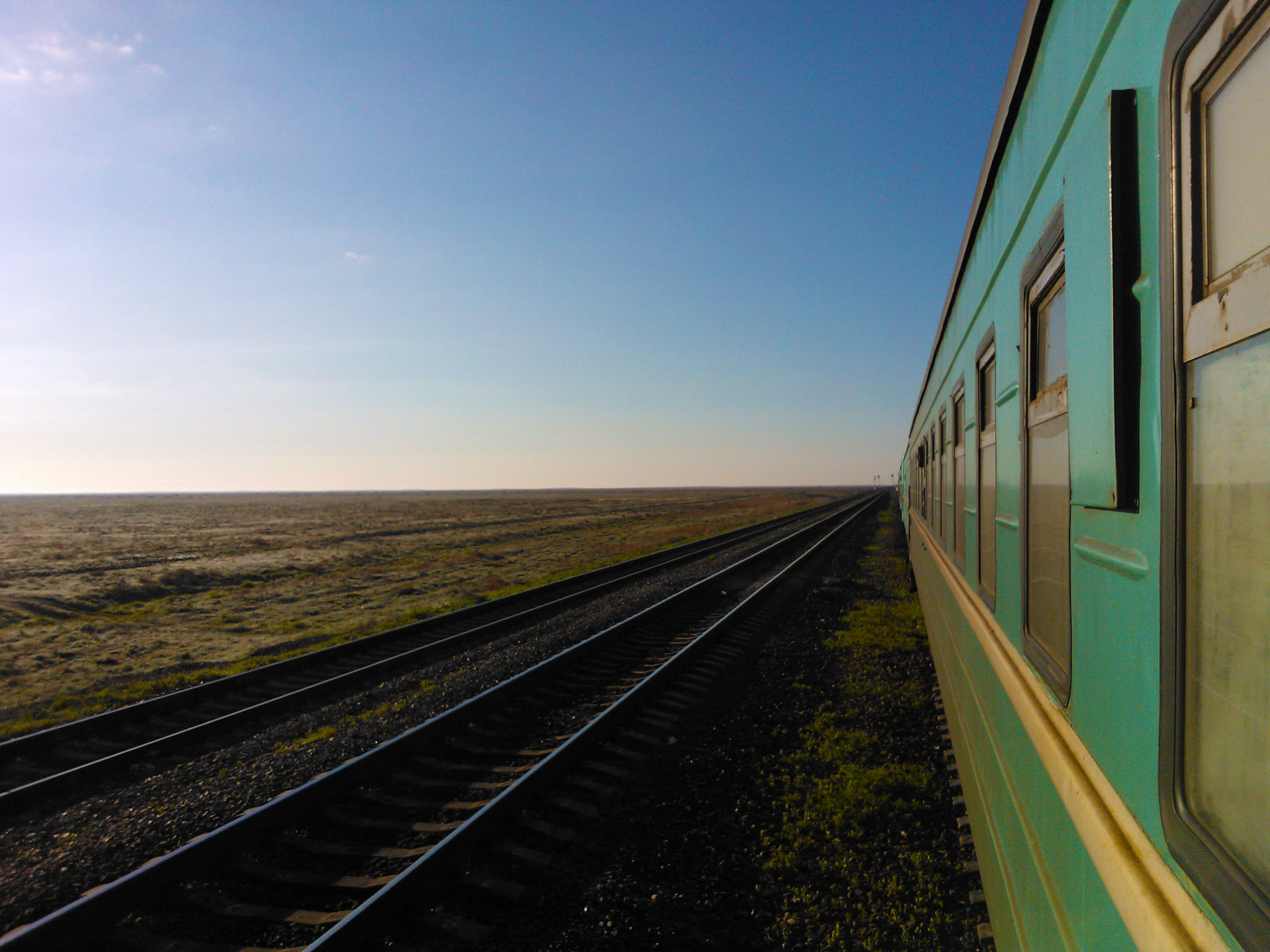
土西鐵路連結中亞及俄羅斯西伯利亞地區

哈薩克境內公路總長度為189,000公里，其中108,100公里已有鋪面，其餘80,900公里則屬未鋪面公路。哈萨克斯坦的铁路已经有一百多年的历史，苏联解体后，哈国擁有总长15,333公里的铁路，採用寬軌（1520 mm）。哈國有定期鐵路班次到特定國家，如土库曼斯坦、伊朗、中华人民共和国、俄羅斯等。哈薩克境內共有97座機場，哈萨克斯坦有國際航班連接不同國家城市。阿斯塔纳航空為哈薩克主要航空公司，以阿拉木图国际机场為主要樞紐機場，該航空公司於2012年被評為中亞及印度地區最佳航空公司。

## 人口

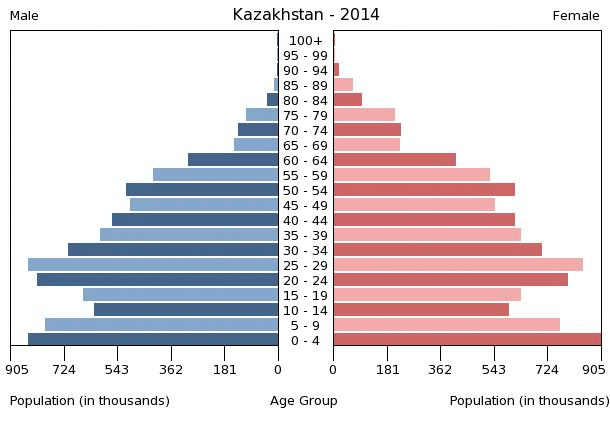
人口金字塔（2014年）

中亚民族分布圖（1992年）

哈薩克官方於2020年5月估計人口為18,776,707 人，其中46％為居住於農村，54％居住於城市。

### 民族
哈薩克族佔人口的73%，而俄羅斯人佔15.4%，其他種族包括韃靼人（1.3%）、烏克蘭族 （2.1%）、烏茲別克族（2.8%）、白俄羅斯族、維吾爾族（1.4%）、阿塞拜疆族、波蘭人及立陶宛人，其他少數民族如德意志人（1.1%）、烏克蘭人、朝鮮人、車臣人、麥斯赫特土耳其人及反對政權的俄羅斯人於1930至1940年代被史達林放逐至哈薩克 ，哈薩克境內則設有數個蘇聯最大的勞改營（古拉格）。
尼基塔·謝爾蓋耶維奇·赫魯雪夫時期的處女地運動及苏联太空计划帶動許多俄羅斯人移民，於1989年，俄羅斯人佔總人口的37.8%，在20個州中，僅有7個是哈薩克人佔多數，在1991年之前，則有接近100萬的德意志人，大多是第二次世界大戰期間被迫遷移的伏爾加德意志人及其後代，蘇聯解體後，大多數移民回德國。大部分的希臘本都人也移民回希臘。1930年代數千名蘇聯朝鮮族被迫放逐至哈薩克，這些人則被稱為中亞高麗人。
1990年代許多俄羅斯人和伏爾加德意志人移民至其他國家，以及自1970年代起，由於哈薩克人生育率較高，自中華人民共和國、蒙古國、俄羅斯歸國的哈薩克族，哈薩克族重新回到第一大族，比例逐漸上升。
| 哈薩克族                            | 3,627,612 | 58.5 | 4,161,164 | 32.4 | 6,534,616 | 39.7 | 8,011,452 | 53.5 | 10,096,763 | 63.1 |
| 俄羅斯人                            | 1,275,055 | 20.6 | 5,499,826 | 42.8 | 6,227,549 | 37.8 | 4,480,675 | 29.9 | 3,793,764  | 23.7 |
| 烏茲别克族                          | 129,407   | 2.1  | 207,514   | 1.6  | 332,017   | 2.0  | 370,765   | 2.5  | 456,997    | 2.8  |
| 烏克蘭族                            | 860,201   | 13.9 | 930,158   | 7.2  | 896,240   | 5.4  | 547,065   | 3.7  | 333,031    | 2.1  |
| 德意志人                            | 51,094    | 0.8  | 839,649   | 6.5  | 957,518   | 5.8  | 353,462   | 2.4  | 178,409    | 1.1  |
| 1來源：2來源：3來源：4來源：5來源： |           |      |           |      |           |      |           |      |            |      |

### 语言
哈萨克斯坦宪法规定哈萨克语为国语，和俄语同为官方语言。自苏联解体后，哈萨克斯坦在正式文件中更多采用哈萨克语，但大多数情况下人们只是用哈萨克语译文满足正式文件要求，但实际处理事务仍然使用俄语。2011年，哈萨克斯坦文化部提出一份草案，试图修订本国的语言政策，要求所有国民和政府机关之间的交流，以及国家机构内部文件均使用哈萨克语。哈薩克語為突厥语族的一支，哈薩克約有66.4%的人口以哈薩克語為母語
。哈薩克政府於2015年1月宣布在2025年之前，要將哈薩克語的書寫系統由西里尔字母轉為拉丁字母。
哈薩克使用的少數語言包括烏孜别克语、烏克兰语、维吾尔语、柯尔克孜语及鞑靼语，英語及土耳其語在蘇聯解體後，在年輕族群影響力逐漸提高。哈薩克教育體系使用哈薩克語或俄語或哈、俄雙語。在2019年纳扎尔巴耶夫的辞职演讲中，他表示未来的哈萨克斯坦人民将会是“会说三种语言（哈萨克语、俄语、英语）的自由人民”。
2021年，哈萨克斯坦参议院议长玛吾林·阿什姆巴耶夫表示，哈萨克斯坦人掌握哈萨克语和俄语的比例分别为86%和92%。

### 城市
| 阿拉木圖 | 1  | 阿拉木圖   | 阿拉木圖     | 1,703,481 | 奇姆肯特 卡拉干達 |
| 阿拉木圖 | 2  | 阿斯塔納   | 阿斯塔納     | 860,368   | 奇姆肯特 卡拉干達 |
| 阿拉木圖 | 3  | 奇姆肯特   | 奇姆肯特     | 683,273   | 奇姆肯特 卡拉干達 |
| 阿拉木圖 | 4  | 卡拉干達   | 卡拉干達     | 496,173   | 奇姆肯特 卡拉干達 |
| 阿拉木圖 | 5  | 阿克托比   | 阿克托貝     | 427,719   | 奇姆肯特 卡拉干達 |
| 阿拉木圖 | 6  | 塔拉兹     | 江布爾       | 351,476   | 奇姆肯特 卡拉干達 |
| 阿拉木圖 | 7  | 巴甫洛達爾 | 巴甫洛達爾   | 350,998   | 奇姆肯特 卡拉干達 |
| 阿拉木圖 | 8  | 厄斯克門   | 東哈薩克斯坦 | 344,421   | 奇姆肯特 卡拉干達 |
| 阿拉木圖 | 9  | 塞米伊     | 東哈薩克斯坦 | 312,136   | 奇姆肯特 卡拉干達 |
| 阿拉木圖 | 10 | 烏拉爾     | 西哈薩克斯坦 | 278,096   | 奇姆肯特 卡拉干達 |

### 宗教
| 哈薩克斯坦宗教（2010） | 哈薩克斯坦宗教（2010） | 哈薩克斯坦宗教（2010） | 哈薩克斯坦宗教（2010） | 哈薩克斯坦宗教（2010） |
| ---------------------- | ---------------------- | ---------------------- | ---------------------- | ---------------------- |
|                        |                        |                        |                        |                        |
| 伊斯蘭教               | 伊斯蘭教               |                        | 70.2%                  | 70.2%                  |
| 基督宗教               | 基督宗教               |                        | 26.3%                  | 26.3%                  |
| 無宗教                 | 無宗教                 |                        | 4.2%                   | 4.2%                   |
| 民間宗教               | 民間宗教               |                        | 0.3%                   | 0.3%                   |
| 佛教                   | 佛教                   |                        | 0.2%                   | 0.2%                   |
| 其他宗教               | 其他宗教               |                        | 0.1%                   | 0.1%                   |

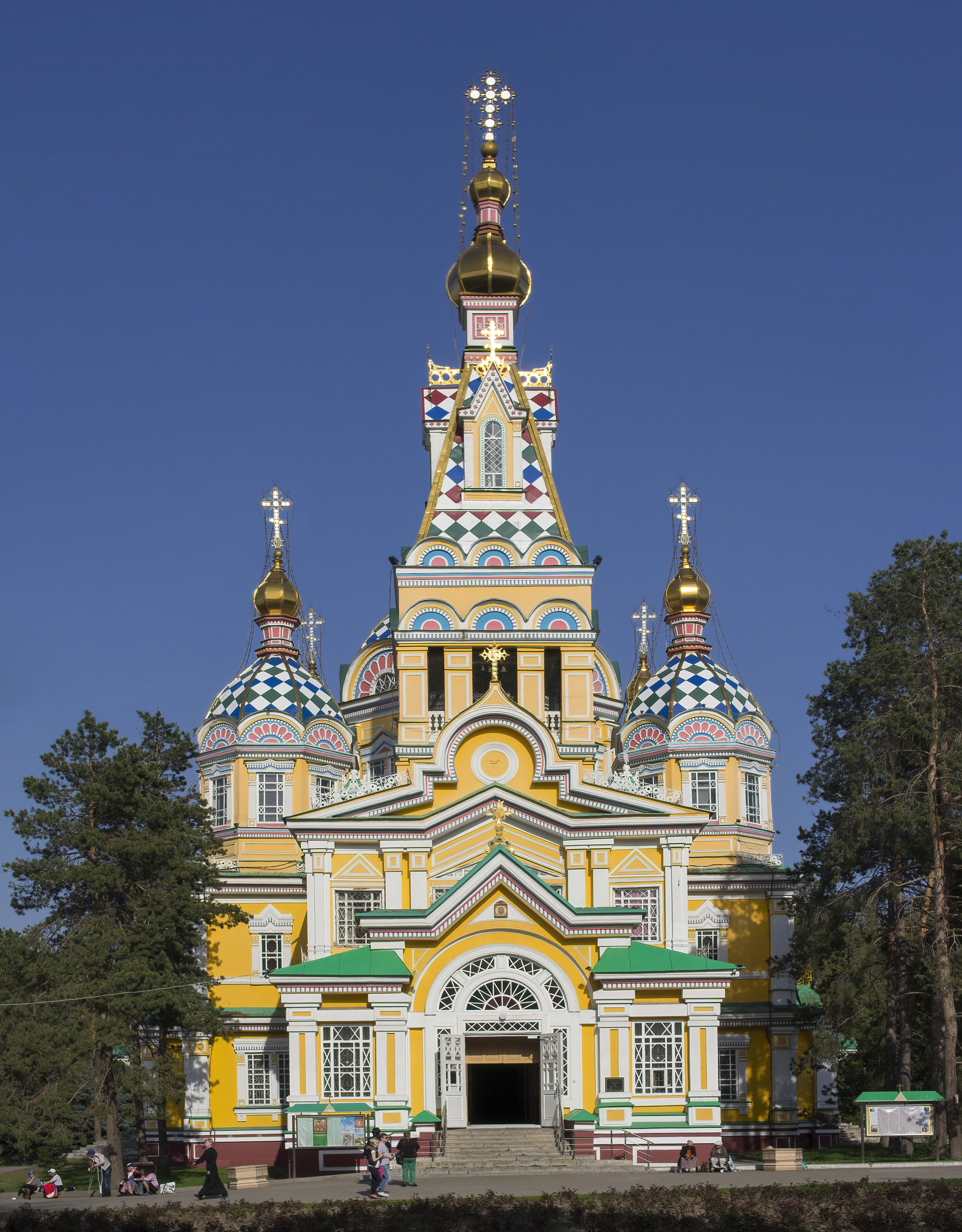
東正教是哈薩克斯坦的第二大宗教

根據2009年人口普查，70.2%的人口為穆斯林，26.3%為基督徒，0.1%信仰佛教，0.2%為其他信仰（大多為犹太教）以及3%的人口无宗教信仰，而有0.5%的受訪者不願回答。根據憲法，哈薩克為世俗国家。
8世纪时，伊斯兰传播至钦察草原，萨曼王朝时出兵塔拉斯，将景教教堂变成清真寺，自此伊斯兰化开始。在金帳汗國的别儿哥与月即别汗统治时伊斯兰化得以加强，到哈萨克汗国头克汗时伊斯兰教短期成为国教。有趣的是，哈萨克人的伊斯兰化与俄国的鞑靼有很大关系（俄国人想用鞑靼毛拉招降他们）。苏联时期，哈萨克斯坦成为非宗教的社会主义国家，那时候政府禁止所有的教堂和清真寺。独立以来宗教成为了人们的自由选择。虽然总统纳扎尔巴耶夫信仰伊斯兰教，但他也多次强调哈萨克斯坦是世俗国家，不提倡激进的宗教主张。
伊斯兰教為哈薩克最大宗教，第二大宗教則為正教會，經過數十年蘇聯宗教壓迫，獨立後則以宗教表現出個人身分認同。 宗教行為自由以及完全的宗教自由使宗教活動增加，數百座清真寺、教堂及其他宗教建築於數年間建成，宗教相關組織於1990年為670個，至今則達4,170個。
无教派穆斯林為哈薩克穆斯林的主要教派，其他則信仰遜尼派的哈乃斐派，信仰者包括哈薩克族（約佔60%的人口）及乌孜别克族、维吾尔族、鞑靼人，少於1%的人口信仰遜尼派的沙斐仪派（主要為车臣人），另外有部分為阿赫迈底亚穆斯林。哈薩克總共有2,300座清真寺，以上各教派信徒均從屬於「哈薩克穆斯林精神協會」，由最高穆夫提領導，而未加入的清真寺則會被關閉，古尔邦节為國定假日。
四分之一的人口信仰東正教，包括俄羅斯人、烏克蘭人及白俄羅斯人，其他基督宗教包括天主教及新教，根據2009年人口普查，斯拉夫民族及日耳曼民族以外的民族很少人信仰基督宗教。哈薩克共有258座東正教堂及93座天主教堂，以及超過500座新教教堂及祈禱室。東正教的圣诞节為哈薩克的國定假日。其他宗教包括猶太教、巴哈伊信仰、印度教、佛教及耶穌基督後期聖徒教會。

## 文化
在俄羅斯殖民以前，哈薩克人以游牧為主要經濟活動，並文化發展相當發達。伊斯兰教由阿拉伯人於8世紀引進該地區，起初傳布於突厥斯坦，並向北擴張，薩曼王朝積極進行傳教，鞏固了該地區的伊斯蘭教發展，欽察汗國於14世紀時進一步把伊斯蘭教傳播於此地區的部落。
哈薩克較著名的人物包括阿拜·庫南巴耶夫（詩人）、莎賓娜·艾媞博柯娃（排球運動員）、迪玛希·库达依别列根（歌手）、丹尼斯·譚（花式滑冰選手）、根纳季·根纳季耶维奇·戈洛夫金 （拳击运动员）.

### 飲食
哈薩克人以多樣化的方式烹煮牲畜肉類，搭配各式的傳統麵包製品，茶點通常包括紅茶及傳統奶類飲品如爱兰、發酵駱駝奶及马奶酒，傳統哈薩克餐點包括多樣前菜，接著為湯品及兩樣主菜，如抓饭及别什巴尔马克，在牧區，夏天有宰一歲馬駒宴客的傳統。

### 節日
| 日期                   | 節日            | 當地名稱 | 備註                                                           |
| ---------------------- | --------------- | --- | -------------------------------------------------------------- |
| 1月1日                 | 新年            | Жаңа жыл (Jaña jıl) Новый Год (Novy God) |                                                                |
| 1月7日                 | 正教會圣诞节    | Рождество Христово (Rojdestvo Xrïstovo / Rozhdestvo Khristovo) | 基督正教節日，自2007年起為官方節日                             |
| 3月8日                 | 国际妇女节      | Халықаралық әйелдер күні (Xalıqaralıq äyälder küni) Международный женский день (Mezhdunarodny zhensky den)                                                                  |                                                                |
| 3月22日                | 纳吾肉孜节      | Наурыз мейрамы (Nawrız meyramı) | 纳吾肉孜节最初為傳統春季節日，標誌新年的開始。                 |
| 5月1日                 | 哈薩克五朔節    | Қазақстан халқының бірлігі мерекесі (Qazaqstan xalqınıñ birligi merekesi)                                                                                                   |                                                                |
| 5月7日                 | 祖國保衛者日    | Отан Қорғаушы күні (Otan Qorgaushy kuny) День Защитника Отечества (Den Zashitnika Otechestva)                                                                               | 自2013年起為官方節日                                           |
| 5月9日                 | 勝利日 (5月9日) | Жеңіс күні (Jeñis küni) День Победы (Den Pobedy) | 蘇聯時期即存在的節日，除波羅地海國家外的前蘇聯國家均有此節日。 |
| 7月6日                 | 首都日          | Астана күні (Astana küni) День столицы (Den stolitsy) | 首任總統生日                                                   |
| 8月30日                | 憲法日          | Қазақстан Республикасының Конституциясы күні (Qazaqstan Respwblikasınıñ Konstitwciyası küni) День Конституции Республики Казахстан (Den Konstitutsiy Respubliki Kazakhstan) |                                                                |
| 12月1日                | 總統日          | Тұңғыш Президент күні (Tungysh President kuny) День Первого Президента (Den Pervogo Presidenta)                                                                             | 自2013年起為官方節日                                           |
| 12月16日               | 獨立日          | Тәуелсіздік күні (Täwelsizdik küni) День независимости (Den nezavisimosti)                                                                                                  | 自苏联獨立                                                     |
| 伊斯蘭曆都爾黑哲月13日 | 古尔邦节a       | Құрбан айт (Qurban ayt) Курбан айт (Kurban ayt) | 伊斯蘭教節日，自2007年起為官方節日                             |

a 古尔邦节為伊斯蘭教的宰牲節。

### 世界遺產
哈薩克境內有三個联合国教育、科学及文化组织定義的文化及自然遺產，包括霍賈·艾哈邁德·亞薩維陵墓、泰姆格里岩石畫及科加勁自然保護區。

### 體育
現為亞洲奧林匹克理事會的成員，但自2002年起在足球上為歐洲足球協會聯盟成員。

## 延伸阅读
[在维基数据编辑]
 《清史稿/卷529》，出自趙爾巽《清史稿》

### 書目
- Alexandrov, Mikhail. . Westport, CT: Greenwood Press. 1999. ISBN 0-313-30965-5.
- Clammer, Paul; Kohn, Michael & Mayhew, Bradley. . Oakland, CA: Lonely Planet. 2004. ISBN 1-86450-296-7.
- Cummings, Sally. . London: Tauris. 2002. ISBN 1-86064-854-1.
- Demko, George. . New York: Routledge. 1997. ISBN 0-7007-0380-2.
- Fergus, Michael & Jandosova, Janar. . London: Stacey International. 2003. ISBN 1-900988-61-5.
- George, Alexandra. . Lanham: University Press of America. 2001. ISBN 0-7618-1964-9.
- Martin, Virginia. . Richmond: Curzon. 2000. ISBN 0-7007-1405-7.
- Nazarbayev, Nursultan. . Hollis, NH: Puritan Press. 2001. ISBN 1-884186-13-0.
- Nazpary, Joma. . London: Pluto Press. 2002. ISBN 0-7453-1503-8.
- Olcott, Martha Brill. . Washington, DC: Brookings Institution Press. 2002. ISBN 0-87003-189-9.
- Rall, Ted. . New York: NBM. 2006. ISBN 1-56163-454-9.
- Robbins, Christopher. . London: Profile Books. 2007. ISBN 978-1-86197-868-4.
- Rosten, Keith. . New York: iUniverse. 2005. ISBN 0-595-32782-6.
- Thubron, Colin. . New York: HarperCollins. 1994. ISBN 0-06-018226-1.

### 政府
- 哈薩克共和國外交部
- 哈薩克共和國電子政府（页面存档备份，存于）
- 哈薩克政府（页面存档备份，存于）
- 政府首腦及內閣成員

### 貿易
- 哈薩克貿易統計（世界銀行）（页面存档备份，存于）